# رموس و رمولوس

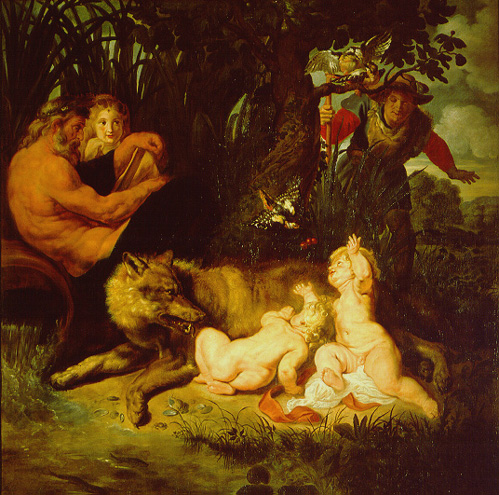
رموس و رمولوس در حال شیر خوردن از پستان ماده گرگ؛ در سوی چپ نگارهٔ رئا سیلویا دیده می‌شود. تابلو رُمُلو و رمو اثر پیتر پل روبنس

رُمولوس و رِموس (به لاتین: Romulus et Remus) در اساطیر رومی، دو برادر بنیادگذار شهر رم بودند، و از این دو رومولوس نخستین شاه روم شد.

## تولد و خُردی
پدربزرگ مادری این دو کودک نومیتور بود که پادشاه آلبا لونگا بود و دختری به نام رئا سیلویا و پسری به نام لائوس داشت. اما برادر نومیتور، آمولیوس، او را از تخت به زیر کشیده بیرون راند و سپس لائوس را کشت و رئا سیلویا را ناچار کرد که باکره‌ی وستال شود و راه رهبانیت را بپذیرد تا همسری نگزیند و فرزندی که شایستهٔ پادشاهی باشد از او زاده نشود. ولی مارس خدای جنگ شیفتهٔ رئا سیلویا شد و با او گرد آمد. رئا باردار شد و عمویش آمولیوس از این موضوع آگاه شده رئا سیلویا را به زندان می‌افکند تا زمان زایمانش فرا برسد. او دو پسر دوقلو می‌زاید به نام‌های رموس و رمولوس. آمولیوس خشمگین شده، رئا را زنده به گور کرده دو پسر خردسالش را به رود تیبر می‌سپارد. دو طفل از خیزآب خروشان رهایی می‌یابند و به کرانهٔ رود می‌رسند. ماده گرگی بدانان شیر می‌دهد، سپس چوپانی به‌نام فاوستولوس این دو را می‌یابد و به‌همسرش لارنتیا می‌سپارد تا بزرگشان کنند.

## جوانی
چون رومولوس و رموس بزرگ و قوی شدند، آمولیوس را می‌کُشند و پدربزرگ مادری‌شان، نومیتور، را به تاج‌وتخت برمی‌گردانند و برفراز تپهٔ پالاتین شهر رم را پی می‌نهند و رمولوس نخستین شاه رم می‌گردد. رمولوس پس از چندی برادرش را به دلیل پریدن از روی دیوارهای شهرش می‌کُشد.

## مرگ رومولوس
رومولوس ۳۷ سال شاهی کرد، و در پایان براثر توفانی سخت کشته شد.